# (5810) 1988 EN
Az (5810) 1988 EN a Naprendszer kisbolygóövében található aszteroida. Osima Josiaki fedezte fel 1988. március 10-én.